# Aulan
Aulan est une commune française située dans le département de la Drôme, en région Auvergne-Rhône-Alpes.

## Géographie

### Localisation
La commune d'Aulan est située en Drôme provençale, dans les Baronnies, à 26 km de Buis-les-Baronnies, à 7 km de Montbrun-les-Bains et à 20 km de Séderon.

### Relief et géologie
Sites particuliers :
- Col d'Aulan
- Col des Arles
- Col du Devès
- Col du Puits
- Montagne de la Bohémienne
- Montagne de l'Ubac
- Montagne du Buc
- Peyreduc
- Rocher de Joumellet

### Hydrographie
La commune est arrosée par le Toulourenc qui y prend sa source.

### Climat
Pour des articles plus généraux, voir Climat d'Auvergne-Rhône-Alpes et Climat de la Drôme.
En 2010, le climat de la commune est de type climat méditerranéen altéré, selon une étude du CNRS s'appuyant sur une série de données couvrant la période 1971-2000. En 2020, Météo-France publie une typologie des climats de la France métropolitaine dans laquelle la commune est exposée à un climat de montagne ou de marges de montagne et est dans une zone de transition entre les régions climatiques « Provence, Languedoc-Roussillon » et « Alpes du sud ».
Pour la période 1971-2000, la température annuelle moyenne est de 10,8 °C, avec une amplitude thermique annuelle de 16,6 °C. Le cumul annuel moyen de précipitations est de 967 mm, avec 7,3 jours de précipitations en janvier et 4,6 jours en juillet. Pour la période 1991-2020, la température moyenne annuelle observée sur la station météorologique de Météo-France la plus proche, « St-Auban », sur la commune de Saint-Auban-sur-l'Ouvèze à 7 km à vol d'oiseau, est de 11,6 °C et le cumul annuel moyen de précipitations est de 790,0 mm,. Pour l'avenir, les paramètres climatiques de la commune estimés pour 2050 selon différents scénarios d'émission de gaz à effet de serre sont consultables sur un site dédié publié par Météo-France en novembre 2022.

## Risques naturels
Le village d’Aulan a été touché par des tremblements de terre d’intensité V-VI sur l’échelle MSK dans les années 1755 puis 1774. Le plus important est celui des 12 et 13 novembre 1755 : alors que des secousses se produisaient depuis la Toussaint, en provoquant des éboulements, le 13, une secousse dure six minutes. Elle provoque divers affaissements et éboulements de montagnes.

## Urbanisme

### Typologie
Au 1er janvier 2024, Aulan est catégorisée commune rurale à habitat très dispersé, selon la nouvelle grille communale de densité à 7 niveaux définie par l'Insee en 2022.
Elle est située hors unité urbaine et hors attraction des villes,.

### Occupation des sols
L'occupation des sols de la commune, telle qu'elle ressort de la base de données européenne d’occupation biophysique des sols Corine Land Cover (CLC), est marquée par l'importance des forêts et milieux semi-naturels (89,3 % en 2018), en diminution par rapport à 1990 (100 %). La répartition détaillée en 2018 est la suivante : forêts (49,5 %), espaces ouverts, sans ou avec peu de végétation (22,1 %), milieux à végétation arbustive et/ou herbacée (17,7 %), zones agricoles hétérogènes (10,7 %). L'évolution de l’occupation des sols de la commune et de ses infrastructures peut être observée sur les différentes représentations cartographiques du territoire : la carte de Cassini (XVIIIe siècle), la carte d'état-major (1820-1866) et les cartes ou photos aériennes de l'IGN pour la période actuelle (1950 à aujourd'hui).

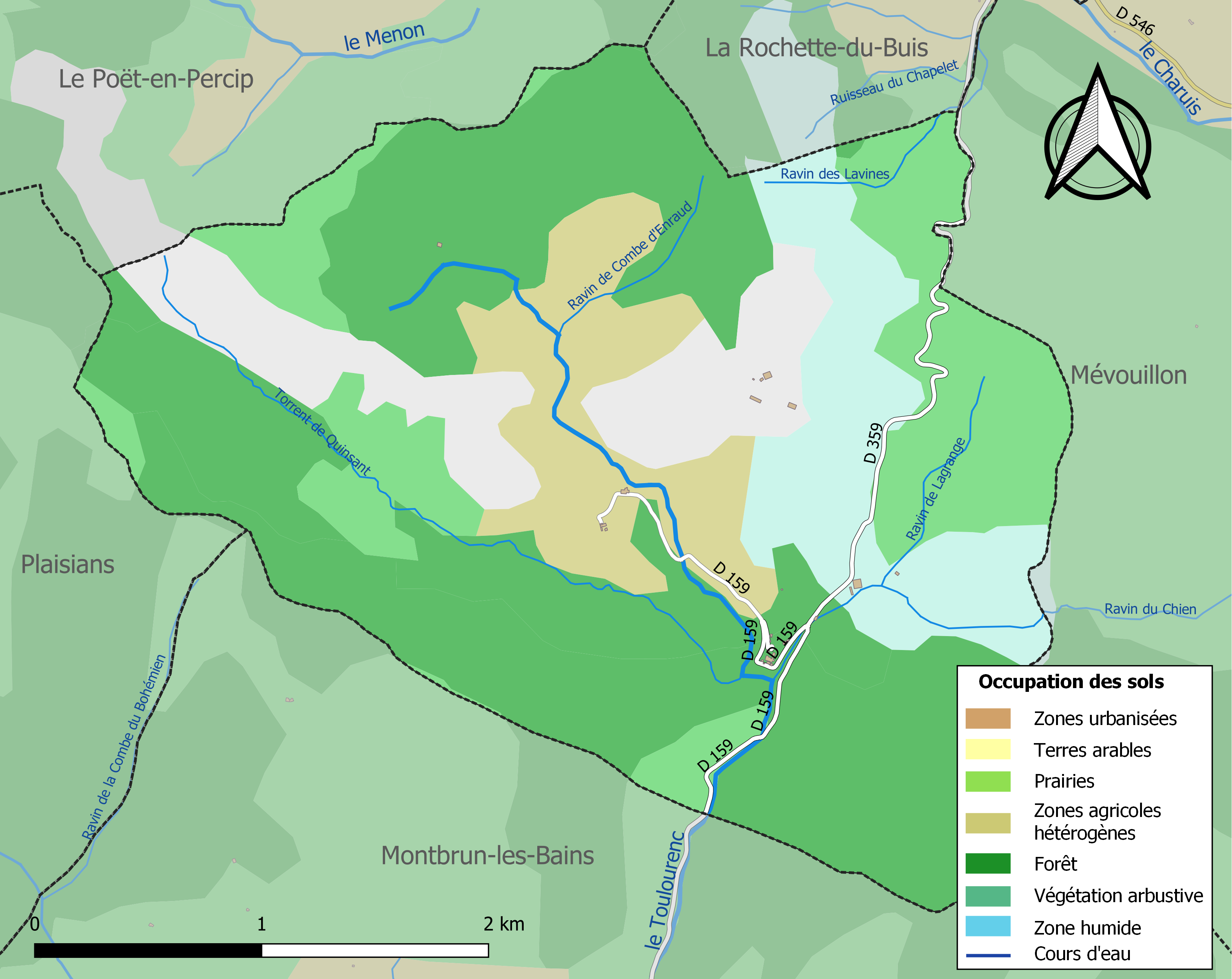
Carte des infrastructures et de l'occupation des sols de la commune en 2018 (CLC).

### Morphologie urbaine

#### Quartiers, hameaux et lieux-dits
Site Géoportail (carte IGN) :
- Bois des Roux
- Chauvet
- Condamine
- Devès de Costéras
- Grande Bouisse
- la Fayette
- Lagrange
- la Palud
- les Coteaux
- les Lavines
- le Venu
- Morénas
- Péterelle
- Peyrebelle
- Pisserelle
- Pont Estève
- Saint-Pierre

## Toponymie

### Attestations
Dictionnaire topographique du département de la Drôme :
- 1386 : Aulancum et Aulanco (choix de documents, 200).
- (non daté) : dominus de Alanco (choix de documents, 210).
- 1516 : mention de la paroisse : cura de Aulanco (pouillé de Gap).
- XVIIIe siècle : Aulanc (inventaire de la chambre des comptes).
- 1705 : Ollan (dénombrement de la France, I, 398).
- 1891 : Aulan, commune du canton de Séderon.

### Étymologie
Aulan rappellerait un lieu planté de noisetiers. Ce toponyme dériverait de l'occitan Aulanier, du gascon aulan, signifiant noisette[réf. nécessaire].

## Histoire

### Préhistoire
Présence néolithique.

### Antiquité: les Gallo-romains
Présence romaine.

### Du Moyen Âge à la Révolution
En 745, Aulan serait mentionné dans un manuscrit de la Bibliothèque apostolique vaticane : Sanctus Aulanus iuxta propiatum Santus Andrea Rosaniensis. Des terres et leurs revenus sont alloués au prieuré de Saint-André de Rosans, à charge pour les moines de les faire fructifier pour le bien de tous. Ces terres semblent être composées de pâturages et de forêts situés près de Joumellet. Le seigneur d'Aulan, résidant dans un château en bois, s'engage à protéger les moines[réf. nécessaire].
Initialement possession des seigneurs de Mévouillon, Aulan est cédé par Raymond IV à son voisin Hugues du Puy-Montbrun en mai 1240 pour 27 sols viennois puis en janvier 1254 à la famille des Baux. Le Dauphin de Viennois l'acquiert en 1293 de Bertrand de Baux puis l'érige en 1313 en fief au profit de Rican de l’Espine, chevalier et pair du Dauphiné. En 1635, François-Marie de Suarez, descendant d'une famille noble espagnole volontairement exilée en Provence depuis l'accession au trône de Charles-Quint, épouse Isabeau de l'Espine, héritière du fief et du château d'Aulan qu'elle apporte en dot à son mari.
Avant 1790, Aulan était une communauté de l'élection de Montélimar, subdélégation et bailliage de Buis-les-Baronnies. Elle formait une paroisse du diocèse de Gap. Son église, dédiée à saint Pierre, dépendait du prieur du lieu, qui avait la collation de la cure et les dîmes.

#### Église Saint-Pierre
Dictionnaire topographique du département de la Drôme :
- 1060 : ecclesia Sancti Petri (cartulaire de Saint-Victor, 730).
- 1250 : prioratus Sancti Petri de Achais (cartulaire de Saint-Victor, 1628).
- 1516 : prioratus de Aulanco (pouillé de Gap).
- 1606 : le prioré d'Oulenc (rôle de décimes).
- 1891 : Saint-Pierre, chapelle de la commune d'Aulan.

Au XIIe siècle, l'église Saint-Pierre de Cumbis et ses revenus relevaient de l'abbaye Saint-André de Villeneuve-lès-Avignon.
Au XIIIe siècle, le prieuré Saint-Pierre d'Archaïs est rattaché au diocèse de Gap ; son église devient l'église Saint-Pierre[réf. nécessaire].
1599 : l'église Saint-Pierre est ruinée[réf. nécessaire].
Ancien prieuré de l'ordre de Saint-Benoît (de la dépendance de l'abbaye de Saint-Victor de Marseille), uni à la cure d'Aulan au début du XVIe siècle.
Au XIXe siècle, l'église est remaniée ; seule l'abside reste de style roman. Parmi les peintures murales, peut-être de peintres italiens de passage, figurent quelques esquisses réalisées par le marquis de Gaudemaris, élève et ami de Puvis de Chavanne. Un maître autel en bois doré, repris au XIXe siècle, est l'œuvre de Monsieur Roux, un Aulanais, élève des Bernus, l'une des grandes familles d'artisans de Mazan[réf. nécessaire].

### De la Révolution à nos jours
En 1790, la commune d'alors 125 habitants est comprise dans le canton de Montbrun. La réorganisation de l'an VIII (1799-1800) la place dans le canton de Séderon.
Le château d'Aulan (propriété de la famille Harouard de Suarez d'Aulan depuis le XIXe siècle par héritage de la famille de Suarez d'Aulan) est le P.C. régional de la résistance (Maquis Ventoux) après l'attaque d'Izon la Bruisse en février 1944[réf. nécessaire].
La commune accueille, pendant et après-guerre, Jean Giono et René Char (ex Commandant Alexandre). Ce dernier évoque les maquisards qui s'y sont cachés dans le poème "Cur secessisti" (Fureur et Mystère) : "[...] Sur les pentes d'Aulan, mes fils qui sont incendiaires, mes fils qu'on tue sans leur fermer les yeux s'augmentent de votre puissance."

## Politique et administration

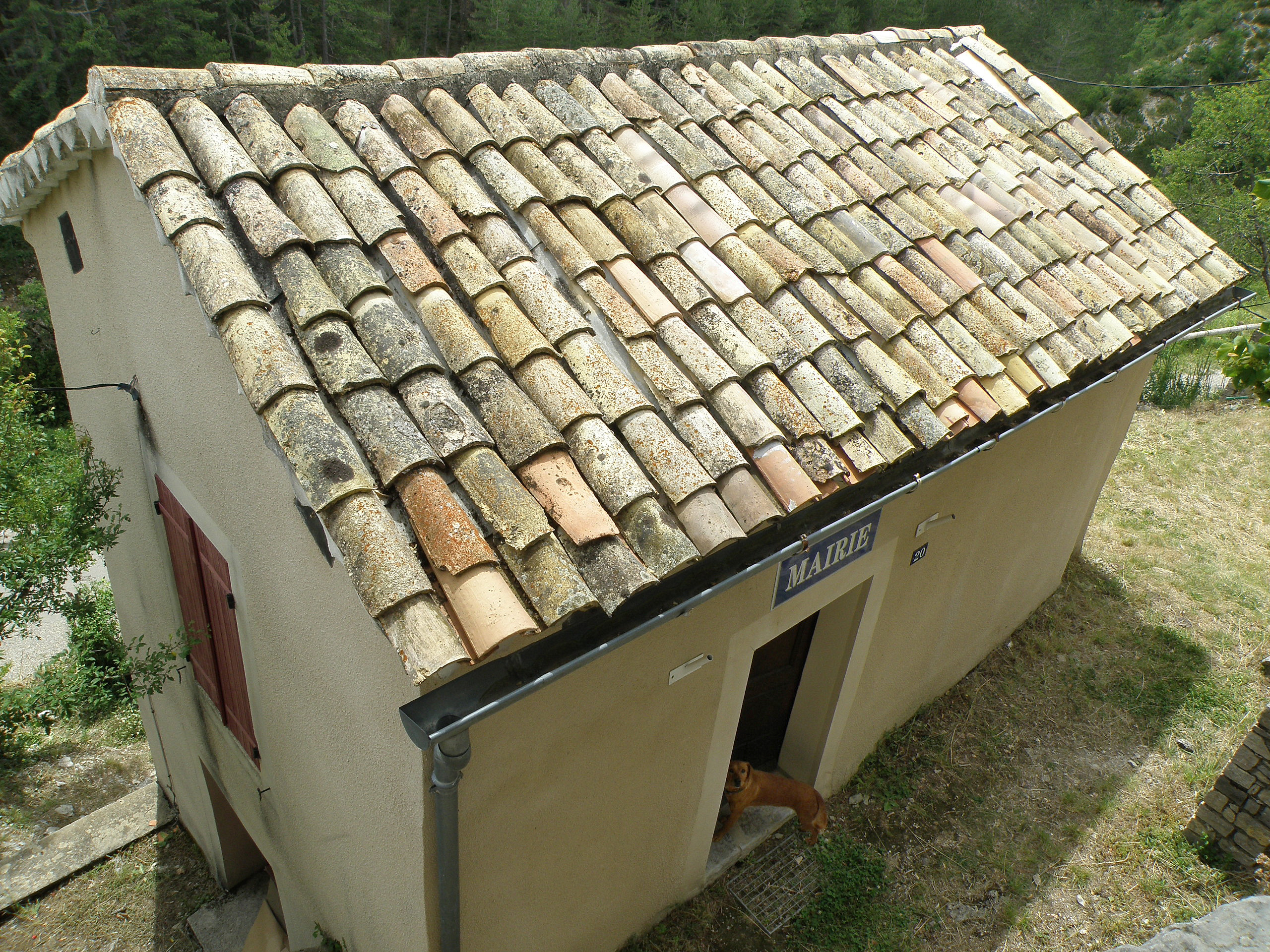
Mairie d'Aulan.

### Tendances politiques et résultats
- Lors du second tour de l'élection présidentielle française de 2002, Aulan fut la quinzième commune de France à avoir voté le plus pour Jean-Marie Le Pen. Son score, dans la commune, fut de 54,55 %, soit 12 voix sur 22[20].
- En 2007, Nicolas Sarkozy a obtenu 19 voix, Ségolène Royal, 3[21].
- En 2012, Nicolas Sarkozy a obtenu 15 voix, François Hollande, 3[22].
- En 2017, Marine Le Pen a obtenu 12 voix (66,67 %) et Emmanuel Macron 6 voix (33,33 %)[23].

### Liste des maires
| Période                                                                      | Période                       | Identité                            | Étiquette | Qualité        |
| ---------------------------------------------------------------------------- | ----------------------------- | ----------------------------------- | --------- | -------------- |
| Les données manquantes sont à compléter. : de la Révolution au Second Empire |                               |                                     |           |                |
| 1790                                                                         | 1871                          | ?                                   |           |                |
| ?                                                                            | ?                             | Arthur Harouard de Suarez d'Aulan   |           |                |
| Les données manquantes sont à compléter. : depuis la fin du Second Empire    |                               |                                     |           |                |
| 1871                                                                         | 1874                          | ?                                   |           |                |
| 1874                                                                         | 1878                          | ?                                   |           |                |
| 1878                                                                         | 1884                          | ?                                   |           |                |
| 1884                                                                         | 1888                          | ?                                   |           |                |
| 1888                                                                         | 1892                          | ?                                   |           |                |
| 1892                                                                         | 1896                          | ?                                   |           |                |
| 1896                                                                         | 1900                          | ?                                   |           |                |
| 1900                                                                         | 1904                          | ?                                   |           |                |
| 1904                                                                         | 1908                          | ?                                   |           |                |
| 1908                                                                         | 1912                          | ?                                   |           |                |
| 1912                                                                         | 1919                          | ?                                   |           |                |
| 1919                                                                         | 1925                          | ?                                   |           |                |
| 1925                                                                         | 1929                          | ?                                   |           |                |
| 1929                                                                         | 1935                          | ?                                   |           |                |
| 1935                                                                         | 1945                          | ?                                   |           |                |
| 1945                                                                         | 1947                          | ?                                   |           |                |
| 1947                                                                         | 1953                          | ?                                   |           |                |
| 1953                                                                         | 1959                          | ?                                   |           |                |
| 1959                                                                         | 1965                          | ?                                   |           |                |
| 1965                                                                         | 1971                          | ?                                   |           |                |
| 1971                                                                         | 1977                          | ?                                   |           |                |
| 1977                                                                         | 1983                          | ?                                   |           |                |
| 1983                                                                         | 1989                          | Charles Harouard de Suarez d'Aulan  | DVD       |                |
| 1989                                                                         | 1995                          | ?                                   |           |                |
| 1995                                                                         | 2001                          | ?                                   |           |                |
| 2001                                                                         | 2008                          | Jacques Harouard de Suarez d'Aulan  | DVD       |                |
| 2008                                                                         | 2014                          | Annie Feuillas                      | DVD       |                |
| 2014                                                                         | 2020                          | Annie Feuillas                      |           | maire sortante |
| 2020                                                                         | En cours (au 21 février 2021) | Annie Feuillas[source insuffisante] | DVD       | maire sortante |

## Population et société

### Démographie
L'évolution du nombre d'habitants est connue à travers les recensements de la population effectués dans la commune depuis 1793. Pour les communes de moins de 10 000 habitants, une enquête de recensement portant sur toute la population est réalisée tous les cinq ans, les populations de référence des années intermédiaires étant quant à elles estimées par interpolation ou extrapolation. Pour la commune, le premier recensement exhaustif entrant dans le cadre du nouveau dispositif a été réalisé en 2006.

En 2022, la commune comptait 8 habitants, en évolution de −27,27 % par rapport à 2016 (Drôme : +2,64 %, France hors Mayotte : +2,11 %).
| 1793 | 1800 | 1806 | 1821 | 1831 | 1836 | 1841 | 1846 | 1851 |
| ---- | ---- | ---- | ---- | ---- | ---- | ---- | ---- | ---- |
| 148  | 156  | 171  | 164  | 168  | 193  | 197  | 186  | 189  |

| 1856 | 1861 | 1866 | 1872 | 1876 | 1881 | 1886 | 1891 | 1896 |
| ---- | ---- | ---- | ---- | ---- | ---- | ---- | ---- | ---- |
| 147  | 145  | 131  | 120  | 128  | 86   | 62   | 73   | 69   |

| 1901 | 1906 | 1911 | 1921 | 1926 | 1931 | 1936 | 1946 | 1954 |
| ---- | ---- | ---- | ---- | ---- | ---- | ---- | ---- | ---- |
| 60   | 56   | 56   | 37   | 25   | 25   | 32   | 22   | 17   |

| 1962 | 1968 | 1975 | 1982 | 1990 | 1999 | 2006 | 2011 | 2016 |
| ---- | ---- | ---- | ---- | ---- | ---- | ---- | ---- | ---- |
| 31   | 8    | 10   | 11   | 5    | 5    | 4    | 6    | 11   |

| 2021 | 2022 | - | - | - | - | - | - | - |
| ---- | ---- | - | - | - | - | - | - | - |
| 9    | 8    | - | - | - | - | - | - | - |

### Enseignement
Aulan dépend de l'académie de Grenoble. Aucune école n'est ouverte sur la commune. Les école maternelle et école primaire les plus proches se situent à Montbrun-les-Bains. Les collégiens se rendent à Buis-les-Baronnies.

### Manifestations culturelles et festivités
- Fête : le premier dimanche d'août[16].

### Cultes
La paroisse catholique d'Aulan dépend du diocèse de Valence, doyenné de Buis-les-Baronnies.

## Économie

### Agriculture
En 1992 : lavande.

## Culture locale et patrimoine

### Lieux et monuments

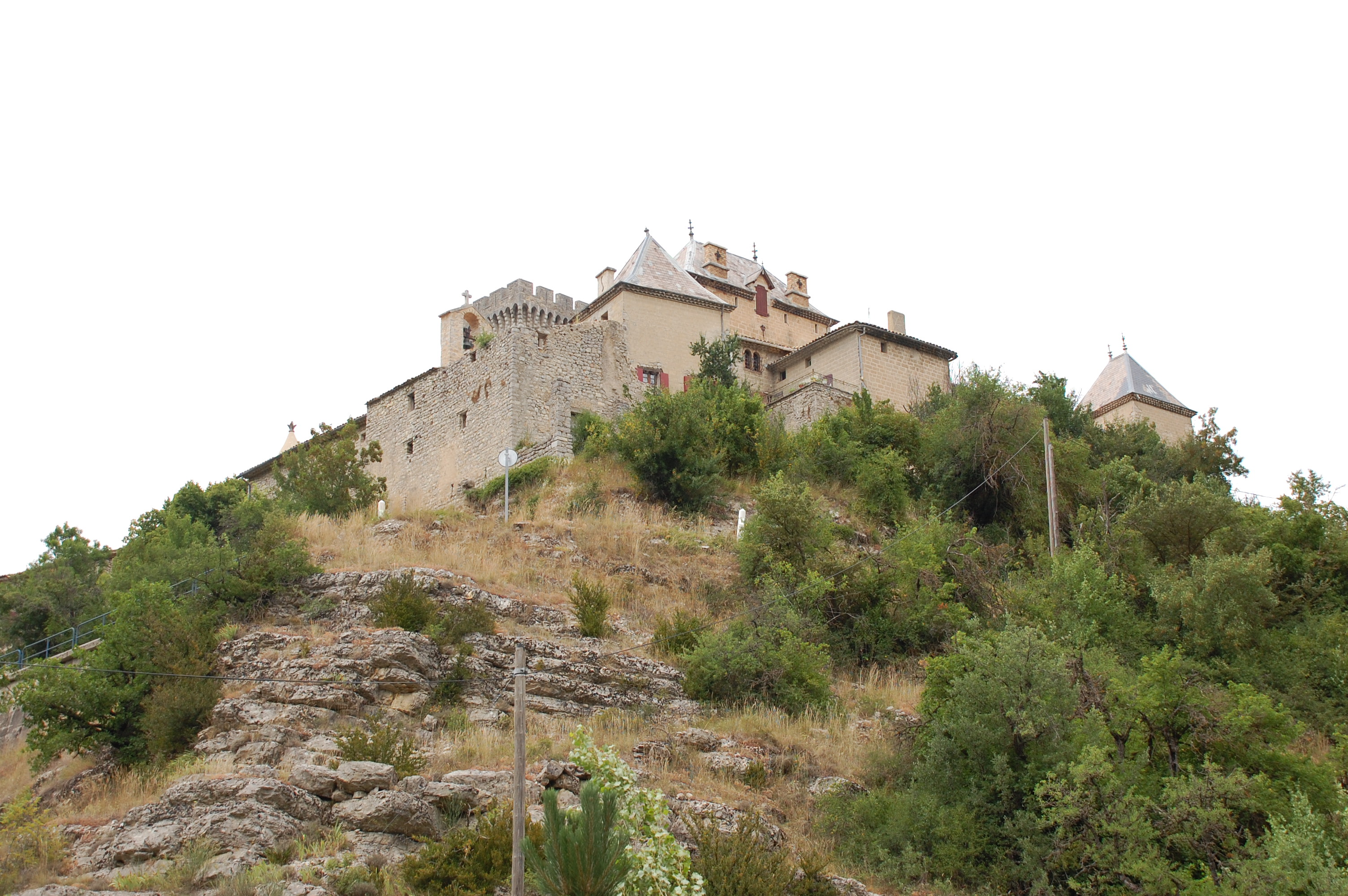
Le château d'Aulan.

- Village médiéval ruiné sur éperon dominé par le château[16].
- Église Saint-Jacques d'Aulan romane (XIIe siècle) : un autel en bois sculpté (XVIIIe siècle) réalisé par Roux, élève du grand Bernus. Elle a subi de nombreux remaniements au XIXe siècle, seule l'abside est romane[réf. nécessaire].
- Château d'Aulan, construit au XIIe siècle sur l'emplacement d'un oppidum dominant la vallée du Toulourenc, il a été remanié à plusieurs reprises jusqu'au XXe siècle[réf. nécessaire]. Inscrit à l'inventaire des monuments historiques depuis le 9 mai 1950, il est ouvert à la visite.

### Patrimoine naturel
- Site pittoresque du Toulourenc[16].
- Sources sulfureuses[16].
- Pins noirs d'Autriche[16].

### Personnalités liées à la commune
- La famille de Suarez d'Aulan, famille noble d'origine espagnole installée en Provence au début du XVIe siècle qui entra en possession du fief et du château d'Aulan en 1635 par le mariage de François Marie de Suarez avec Isabeau de l'Espine, héritière d'Aulan.
- La famille Harouard de Suarez d'Aulan famille de la bourgeoise parisienne qui hérita au début du XIXe siècle du château d'Aulan par le mariage de Joseph-Valéry Harouard avec Marie-Suzanne-Joséphine-Régis Suarez d'Aulan, dernière de sa famille. Leur fils fut autorisé à modifier son nom en Harouard d'Aulan en 1814, puis en Harouard de Suarez d'Aulan en 1853.